# Timothy Geithner
Timothy Franz Geithner (New York, 18 augustus 1961) was van 2009 tot 2013 de Minister van Financiën in het kabinet van Barack Obama en daarmee de opvolger van Henry Paulson. Daarvoor was hij de negende president van de New York Fed, de federale bank van de staat New York. In 2008 speelde hij een grote rol in de Kredietcrisis.

## Jeugd en opleiding
Timothy Geithner werd geboren in Brooklyn, New York. Zijn vader Peter F. Geithner is directeur van het Azië-programma van de Ford Foundation. Timothy bracht een groot deel van zijn jeugd buiten de Verenigde Staten door, in Zimbabwe, India en Thailand en deed zijn middelbare school in Bangkok. Op Dartmouth College (Hanover, New Hampshire) haalde hij zijn Bachelorsdiploma in bestuurskunde en Aziatische studies in 1983. Aansluitend haalde hij zijn Mastersgraad in internationale economie en Oost-Aziatische studies aan de Johns Hopkins School of Advanced International Studies in 1985; tevens leerde hij Chinees en Japans. Hij trouwde met zijn klasgenote Carole M. Sonnenfeld in 1985; ze hebben twee kinderen.

## Carrière
Na zijn studie werkte Geithner drie jaar voor het consultancybureau van Henry Kissinger in Washington, D.C., alvorens in 1988 de overstap te maken naar het ministerie van Financiën als staflid op het onderdepartement Internationale Betrekkingen. Hij werkte hier onder de latere ministers van Financiën Robert Rubin en Lawrence Summers tijdens het presidentschap van Bill Clinton en was onderminister tot 2001, toen George W. Bush het presidentschap overnam. In deze periode was hij actief betrokken bij financiële reddingsoperaties in Mexico, Brazilië en gedurende de Aziatische crisis (1997-1998); hij werd onder meer voor twee jaar uitgezonden naar Tokio.
Daarna werkte hij twee jaar voor het Internationaal Monetair Fonds als directeur van afdeling voor beleid en toezicht. In 2003 werd hij president van de Federal Reserve Bank of New York. In die functie werd hij tevens vicevoorzitter van het Federal Open Market Committee onder Fed-president Ben Bernanke en diverse adviescommissies. Critici uitten bij zijn benoeming twijfel over zijn relatief jeugdige leeftijd en zijn niet-economische achtergrond; anderen wezen op zijn staat van dienst in crisissituaties.
Na het uitbreken van de kredietcrisis vanaf eind 2007 speelde Geithner een grote rol bij reddingsoperaties van diverse banken. In maart 2008 was hij de regisseur van de overname van Bear Stearns door JP Morgan Chase waarvoor de Fed een krediet van $29 miljard verstrekte. Ook was hij nauw betrokken bij de reddingsoperatie van AIG in september, die $85 miljard kostte. Daarentegen werd een bailout-operatie voor Lehman Brothers mede op zijn advies geweigerd, waarop de bank failliet ging. Eind september en oktober was hij eveneens betrokken bij de controverse tussen Citigroup en Wells Fargo over de overname van Wachovia en later de reddingsoperatie voor Citigroup. Waarnemers wijzen erop dat deze betrokkenheid zowel in het voor- als nadeel van Geithner werkt. Geithner wordt beschouwd als non-partisan, een man die met Democraten en Republikeinen overweg kan.

### Minister van Financiën

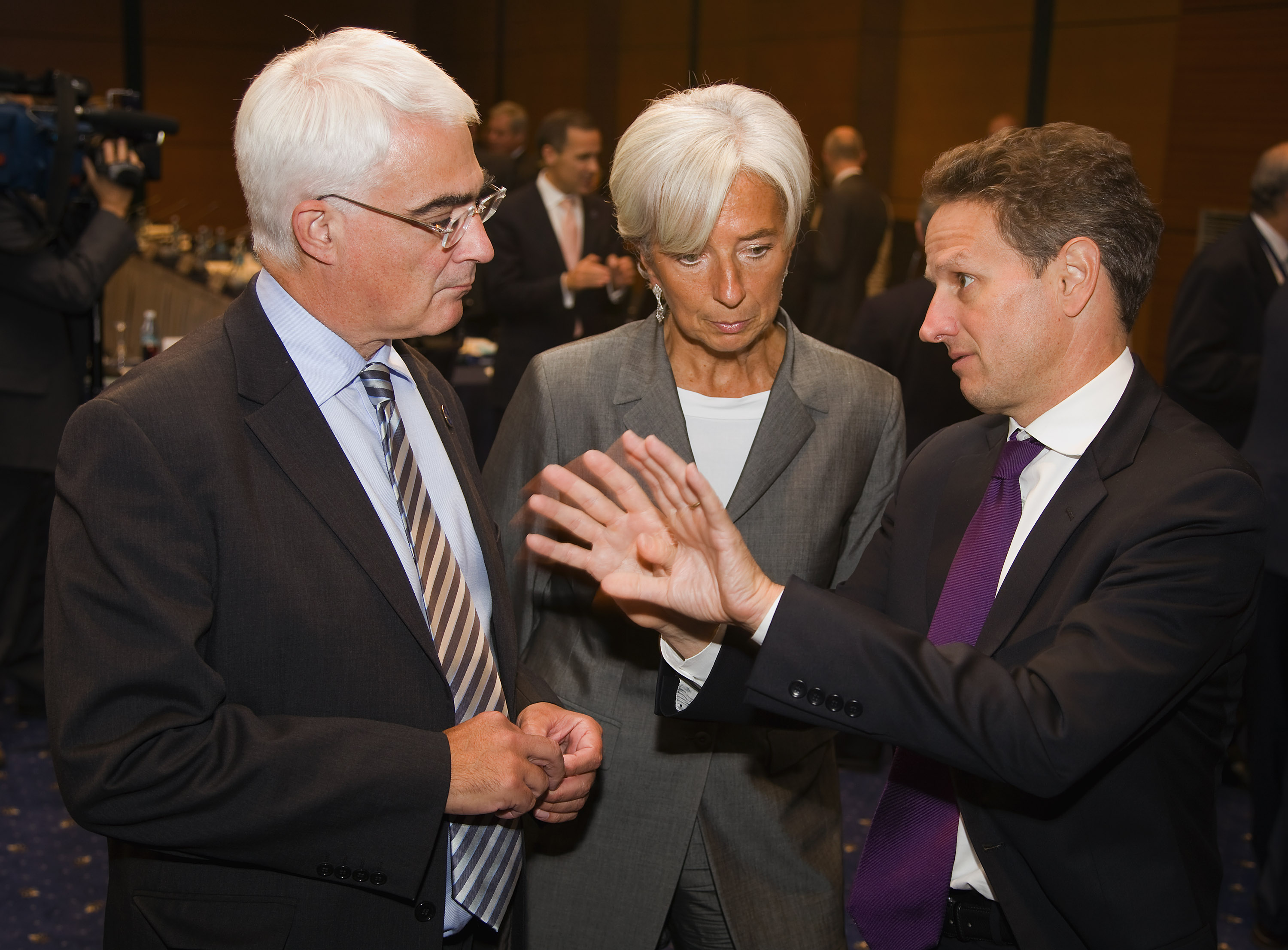
Alistair Darling (l), Christine Lagarde en Tim Geithner in 2009)

De Financiën-Commissie van de Amerikaanse Senaat stemde met 18-5 voor de benoeming van Geithner als de nieuwe minister van Financiën. De 5 Republikeinen die tegen de benoeming stemden waren Jon Kyl, Jim Bunning, Mike Enzi, Charles E. Grassley en Pat Roberts.
Op 26 januari 2009 werd Geithner beëdigd als de nieuwe minister van Financiën door vicepresident Joseph Biden, met een toekijkende president Barack Obama. De Senaat stemde met 60-34 in met de benoeming. Tegen de benoeming waren onder andere 3 Democraten en 1 onafhankelijke senator.
- Bibsys: 15005389
- Gemeinsame Normdatei: 1046875280
- International Standard Name Identifier: 0000 0000 4613 278X
- Library of Congress Control Number: no99031417
- Nationale Bibliotheek van Tsjechië: vse20221167682
- Nationale Bibliotheek van Israël: 987007336637805171
- Nederlandse Thesaurus van Auteursnamen: 315069112
- Réseau des bibliothèques de Suisse occidentale: 02-A024797436
- SNAC: w6rs2nf1
- Système universitaire de documentation: 184565472
- Virtual International Authority File: 31628307
- WorldCat: E39PBJyGXtgBd9mtbKtBPhrrMP